# 레드 핫 라이딩 후드
레드 핫 라이딩 후드(Red Hot Riding Hood)는 미국에서 제작된 텍스 에이버리 감독의 1943년 애니메이션 영화이다. 도스 버틀러 등이 주연으로 출연하였다.

## 출연

### 주연
- 도스 버틀러
- 준 포레이
- 프랭크 그레이엄